# Judith Leyster
Judith Leyster (ochrz. 28 lipca 1609 w Haarlemie, poch. 10 lutego 1660 w Heemstede) – holenderska malarka okresu baroku. 

## Życiorys
Była uczennicą Fransa de Grebbera, Fransa Halsa i Jana Miensego Molenaera. Od 1633 była członkinią haarlemskiej gildii św. Łukasza. W 1636 wyszła za mąż za swojego nauczyciela, malarza scen rodzajowych Jana Miensego Molenaera. Prowadzili wspólną pracownię, korzystając z tych samych modeli i rekwizytów. 

## Twórczość
Malowała portrety, martwe natury kwiatowe i sceny rodzajowe, w których widać wyraźną wesołość bohaterów grających muzykę, szczęśliwie wykonujących prace domowe i najczęściej pijących. Większość jej obrazów jest sygnowana jej splecionymi inicjałami i pięcioramienną gwiazdą. 
Duży wpływ na jej malarstwo wywarli caravaggioniści utrechccy (Hendrick ter Brugghen, Gerrit van Honthorst) oraz Frans Hals.

## Wybrane dzieła
- Serenada (1629) – Rijksmuseum, Amsterdam
- Dwaj muzykańci (1629) - kolekcja prywatna
- Wesoły pijak (1629) – Rijksmuseum, Amsterdam
- Wesoła kompania (1630) – Luwr, Paryż
- Autoportret (ok. 1630) – National Gallery of Art, Waszyngton
- Mały flecista (lata 1630. XVII w.) – Nationalmuseum, Sztokholm
- Mężczyzna oferujący pieniądze młodej kobiecie (1631) – Mauritshuis, Haga
- Chłopiec i dziewczynka z kotem i węgorzem (1635) – National Gallery w Londynie
- Ostatnia kropla (ok. 1639) – Philadelphia Museum of Art

## Galeria

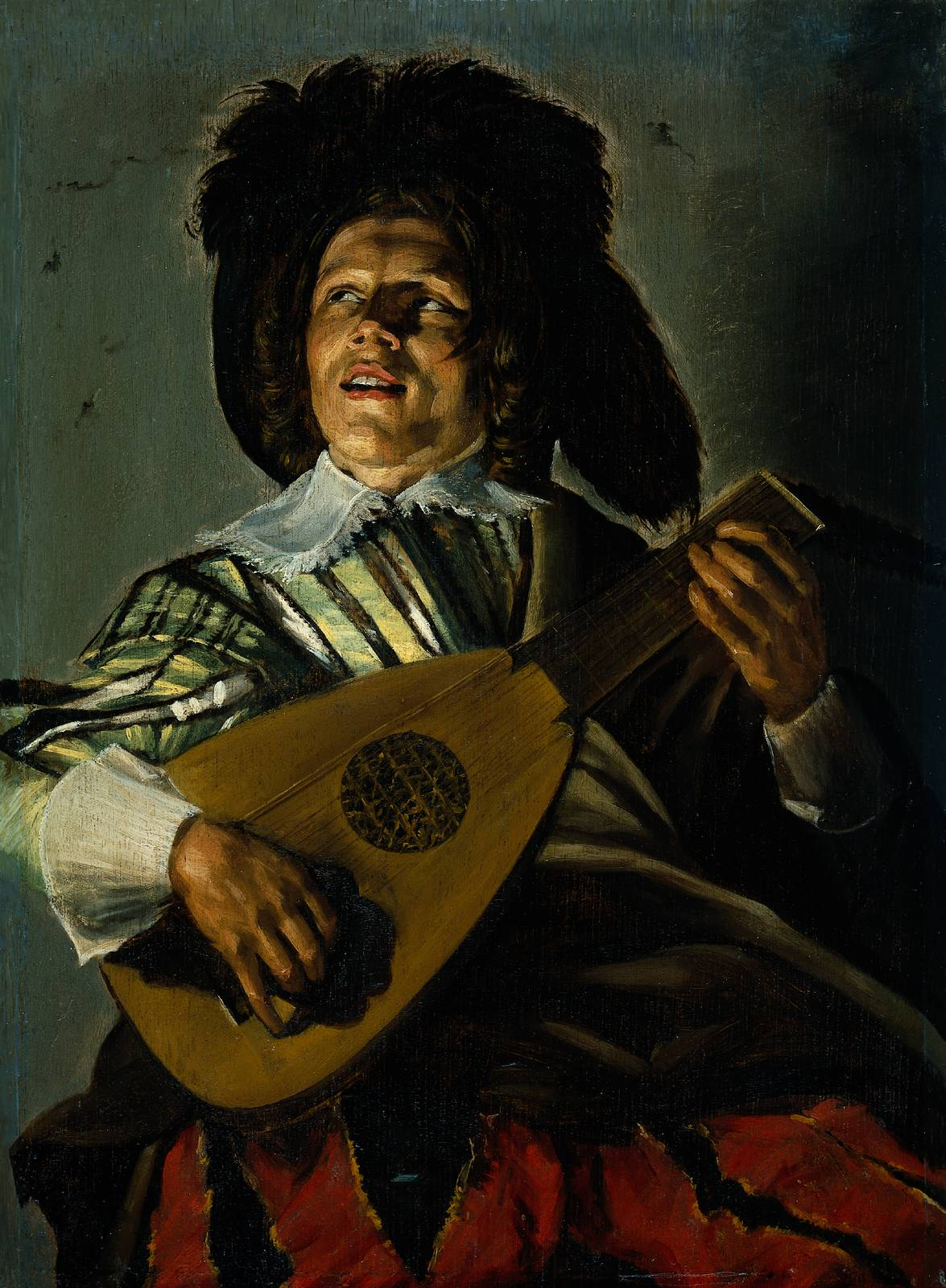
Serenada (1629)
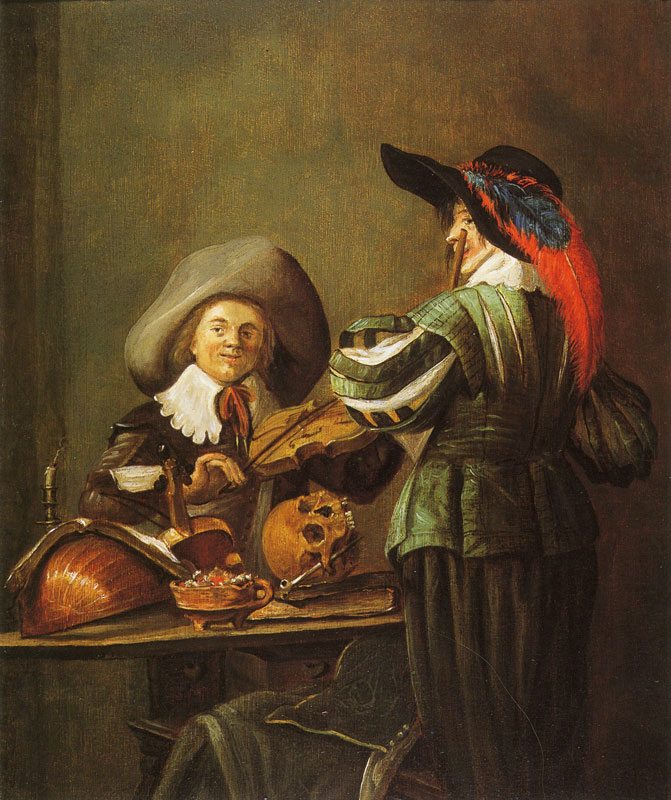
Dwaj muzykanci (1629)
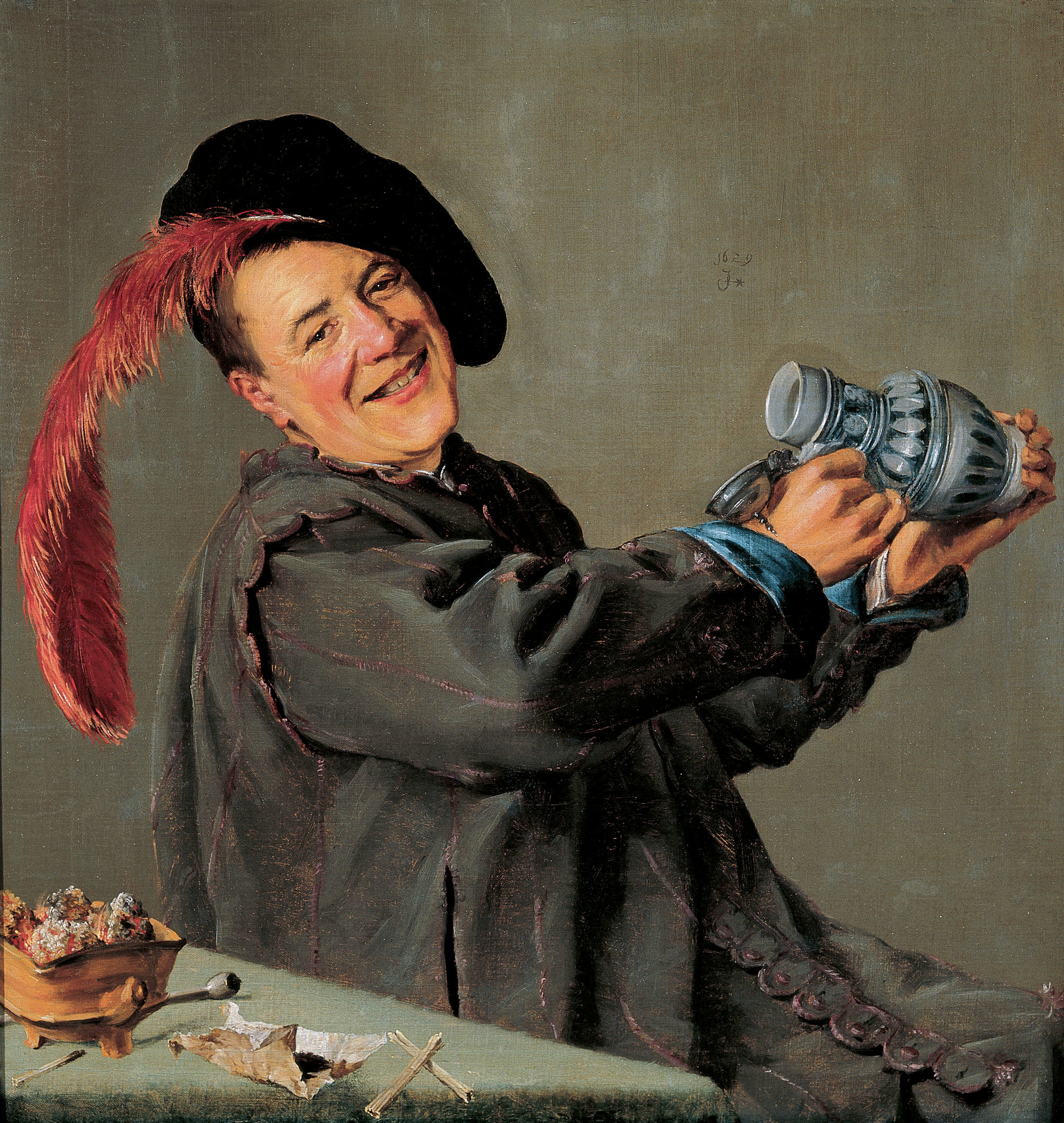
Wesoły pijak (1629)
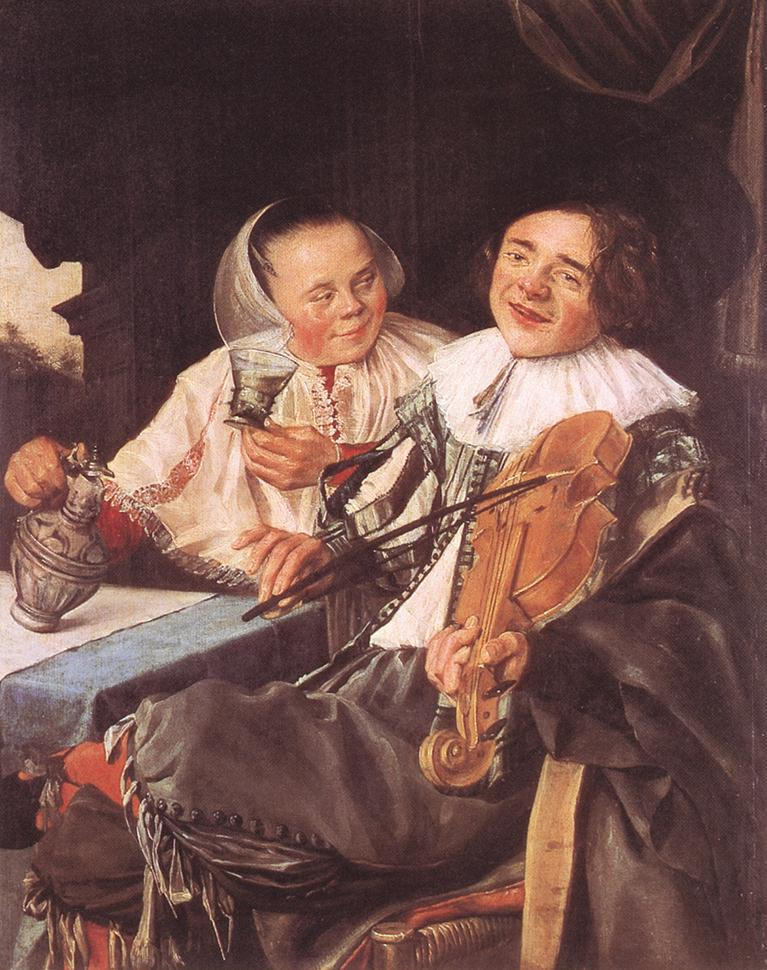
Wesoła kompania (1630)
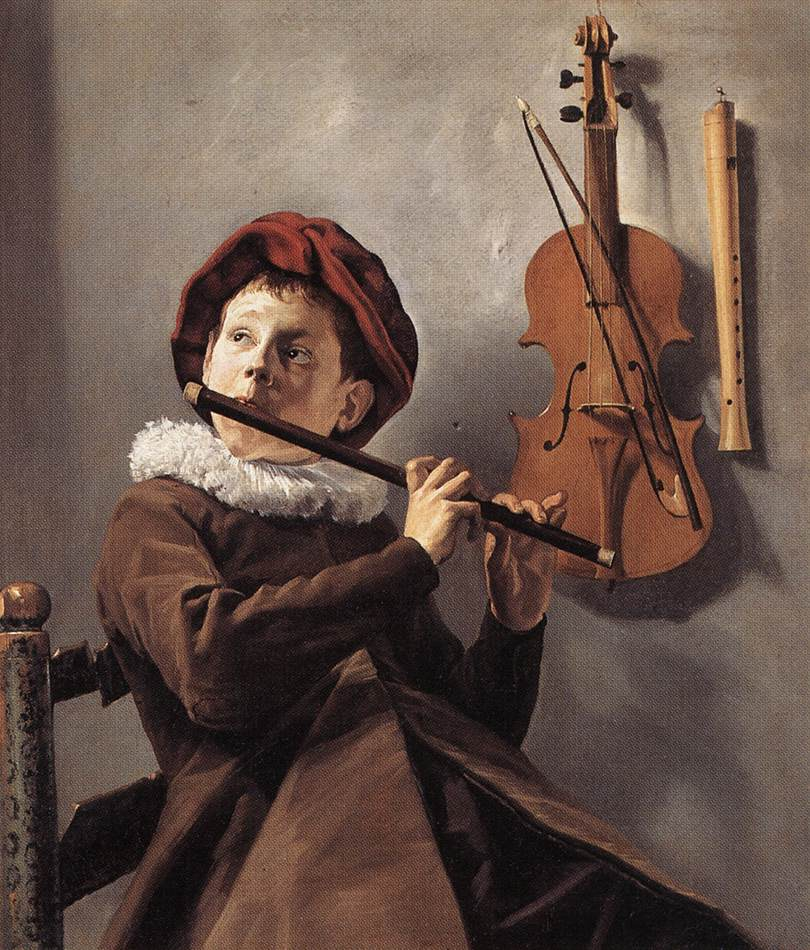
Mały flecista (lata 1630. XVII w.)
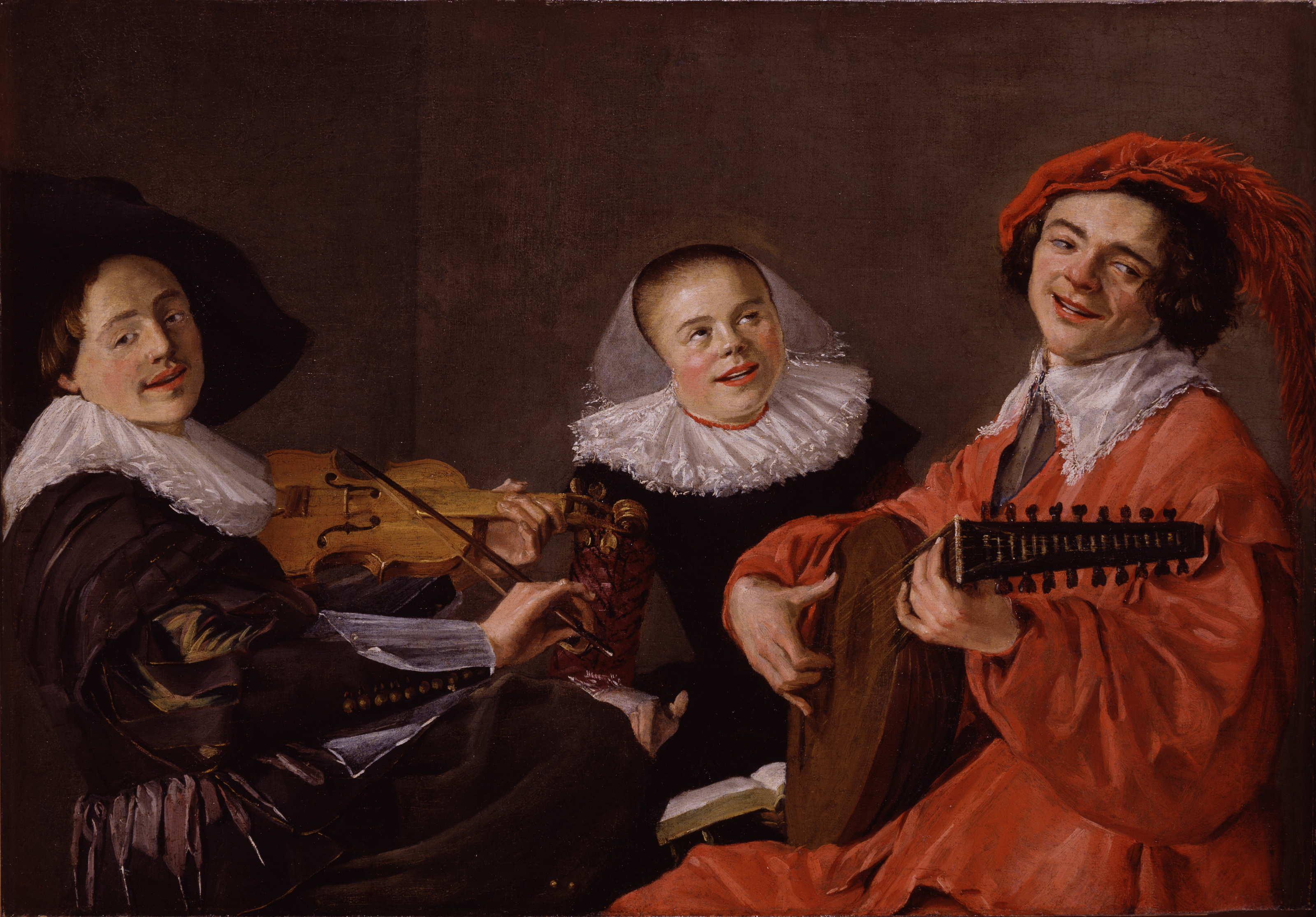
Koncert (1631)
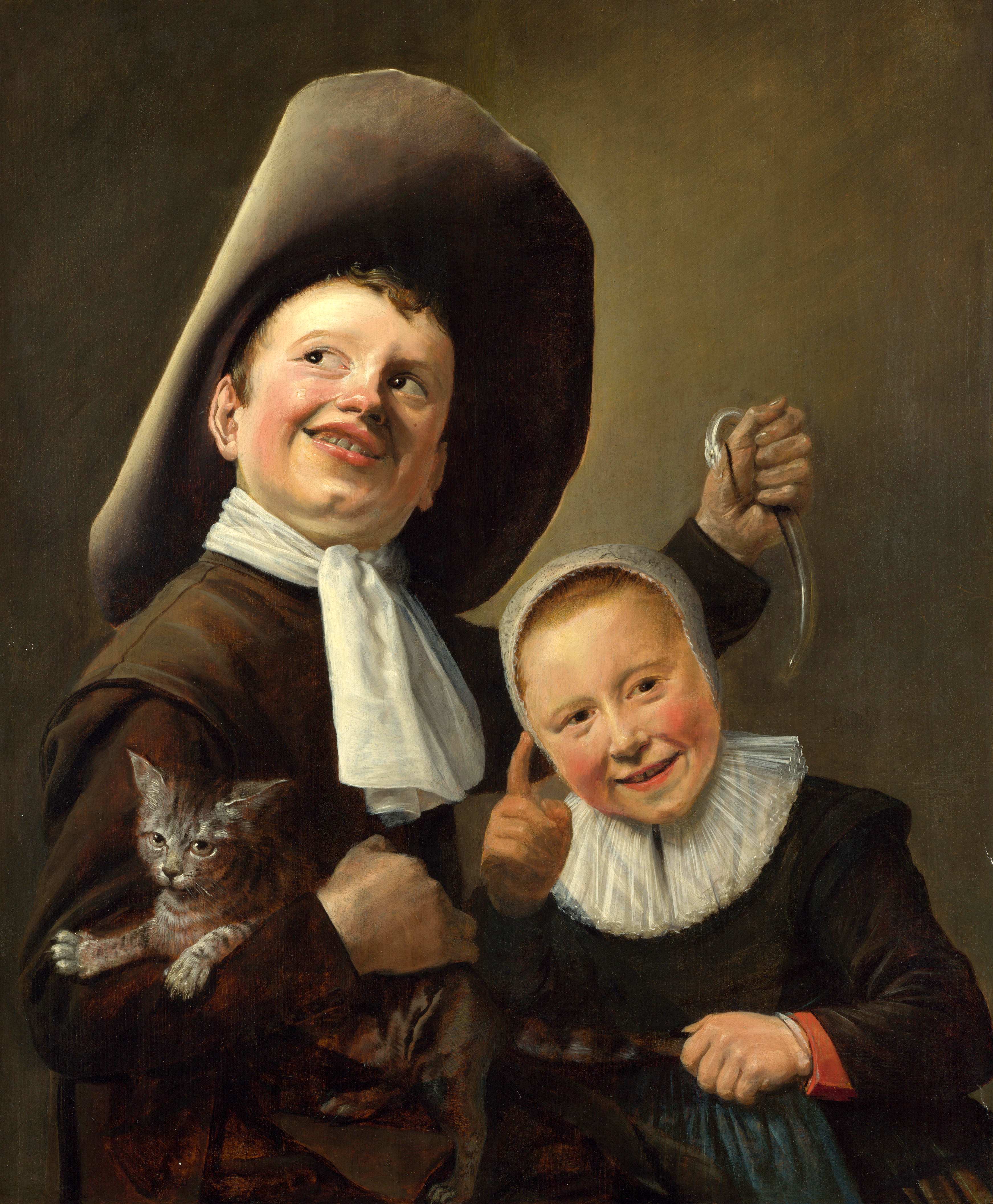
Chłopiec i dziewczynka z kotem i węgorzem (1635)
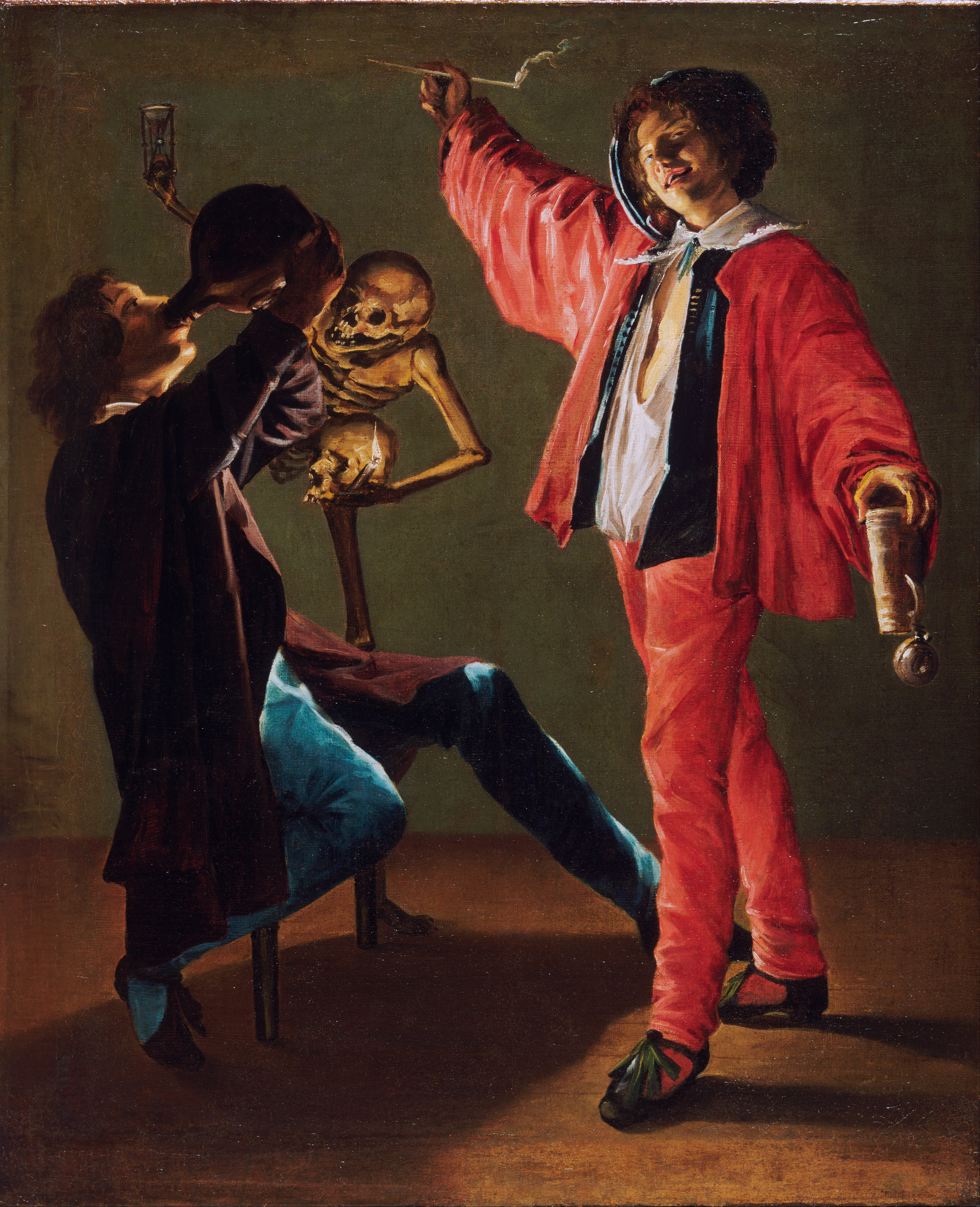
Ostatnia kropla (ok. 1639)